# トム・ロウ
トム・ロウ（Tom Rowe、1991年2月21日 - ）は、ジャパンラグビーリーグワン清水建設江東ブルーシャークスに所属するラグビーユニオン選手。

## プロフィール
- ニュージーランドダニーデン出身。
- ポジションはロック(LO)。
- 身長 202 cm、体重 115 kg
- ニックネームはT Rowe。
- バスケットボールU19ニュージーランド代表に選ばれたことがある[1]。

## 略歴
オタゴボーイズ高校、オタゴ大学、オタゴを経て、2018年11月にはサンウルブズの2019年スコッドに選ばれた。
2019年、九州電力キューデンヴォルテクスに加入。同年11月16日に行われたジャパンラグビートップチャレンジリーグ第1節の栗田工業ウォーターガッシュ戦に先発出場で日本での公式戦初出場を果たす。
2023年、清水建設江東ブルーシャークスに加入。